# Asesinato de Armando Lastra
El asesinato de Armando Lastra fue un asesinato perpetrado por el Movimiento Revolucionario Túpac Amaru (MRTA) debido a la negativa del empresario a pagar cupos extorsivos realizados por la organización subversiva.

## Acontecimientos
Armando Lastra Colomera, de 61 años, era un empresario dueño de la empresa Ferresa Distribuidores, ubicada en Lince. Previamente, Lastra había recibido amenazas de muerte que le exigían el pago de 10 mil dólares a cambio de no atentar contra su vida y solventar "la lucha armada". Debido a las amenazas, Lastra denunció dichos actos a la Dirección contra el Terrorismo de la Policía de Investigaciones del Perú (PIP). Con el apoyo de la PIP, Lastra hizo un trato con los emerretistas para hacerles entrega del dinero. El día pactado, cuando uno de los empleados de Lastra hacía el intercambio, la policía intervino capturando a uno de los subversivos. Debido a dicha acción, el MRTA lo declaró "enemigo de nuestra organización y de la revolución".
El 13 de enero de 1989, a las 11 de la mañana, un grupo de emerretistas pertenecientes al Comando Miguel Pasache Vidal, incursionaron en el local de Lastra simulando ser clientes y encañonando a los trabajadores. Mientras tres subversivos tenían amenazados a los trabajadores, dos de ellos se dirigieron a la oficina de Lastra y lo ejecutaron de 3 disparos mientras lo insultaban. Tras cometer el acto, los emerretistas huyeron tras amenazar a los trabajadores. Luego de cometer el acto, el MRTA difundió un comunicado atribuyéndose el hecho.